# Paradrymonia vittata
Genre
Espèce
Paradrymonia vittata est une espèce de lépidoptères (papillons) appartenant à la famille des Notodontidae.
- Répartition : Turquie.
- Envergure du mâle : 19 mm.
- Période de vol : de mai à juillet, une ou deux générations.
- Plantes-hôtes : Quercus pubescens

## Source
- P.C. Rougeot, P. Viette, Guide des papillons nocturnes d'Europe et d'Afrique du Nord, Delachaux et Niestlé, Lausanne 1978.